# إينات كاليش روتيم
د. إينات كاليش روتيم (بالعبرية: עינת קליש-רותם) من مواليد 3 سبتمبر 1970) هي مخطط حضري إسرائيلية ورئيسة بلدية حيفا. وهي أول امرأة تتولى رئاسة بلدية من المدن الرئيسية الثلاث في إسرائيل.

## النشأة والتعليم
ولدت كاليش روتيم وترعرعت وتعلمت في حيفا. درست في ثانوية ألاينس حيفا وكانت ناشطة في مجلس الطلاب. لقد خدمت في الجيش الإسرائيلي كمقيمة أبحاث في سلاح الجو الإسرائيلي.
في عام 1995 حصلت على درجة البكالوريوس في الهندسة المعمارية من التخنيون - معهد إسرائيل للتكنولوجيا. وفي عام 2001 أكملت درجة الماجستير في التصميم الحضري مع مرتبة الشرف من التخنيون، وفي عام 2007 أكملت الدكتوراه في التخطيط الحضري من المعهد الفدرالي السويسري للتكنولوجيا في زيورخ.

## العمل الوظيفي
تمتلك كاليش روتيم شركة معمارية مستقلة تتعامل مع التخطيط الحضري والإقليمي. هي محاضرة في التخنيون وجامعة تل أبيب. كما حصلت على العديد من الجوائز، بما في ذلك جائزة حكومية من وزارة حماية البيئة عام 2007.
ومنذ عام 2011، شغلت منصب رئيسة نقابة المهندسين المعماريين في حيفا، وهي عضو في اللجنة التنفيذية لائتلاف الصحة العامة.
واصلت كاليش روتيم عملها كمهندسة معمارية أثناء عملها في مجلس مدينة حيفا. أدينت في مارس 2018 بمخالفة قانون التخطيط والبناء في محكمة الشؤون المحلية بالخضيرة، بخصوص بناء منزل خاص في زخرون يعكوف، تم بناؤه بدون رخصة بناء وغرامة قدرها 30 ألف شيكل.

## المهنة العامة
في الانتخابات البلدية لعام 2013، ترشحت لمنصب رئيس بلدية حيفا على قائمة مستقلة مع فصيل «العيش في حيفا» ضد رئيس البلدية حينها يوناه ياهف.
في الانتخابات البلدية في أكتوبر 2018، تم استبعادها وحزبها من الترشح للانتخابات وفقًا لقرار إدارة الانتخابات، بعد أن وقّع محامي حزب العمل كلًا من استماراتها وتلك الخاصة بقائمة «عشاق حيفا» التي يديرها يسرائيل سفيون من حزب العمل. جعل ذلك وضعًا مثلت فيه قائمتان حزب العمل في انتخابات المدينة، في انتهاك لقانون الانتخابات. وردًا على ذلك، قدمت «كاليش روتيم» وعدة منظمات التماسًا إلى محكمة حيفا المركزية، لكن الالتماس رُفض. في الاستئناف المقدم إلى محكمة العدل العليا، تم قبول استئنافها، وتقرر أنه يحق لها الطعن لأنها تصرفت بحسن نية.
في الانتخابات البلدية لعام 2018، هزمت العمدة المخضرم يوناه ياهف بنسبة 56% من الأصوات. حصل فصيلها «العيش في حيفا» على أربعة مقاعد في مجلس المدينة.

## الحياة الشخصية
كاليش لديها حزام أسود في الكاراتيه. كاليش روتيم متزوجة ولديها طفلان.